# Tombac

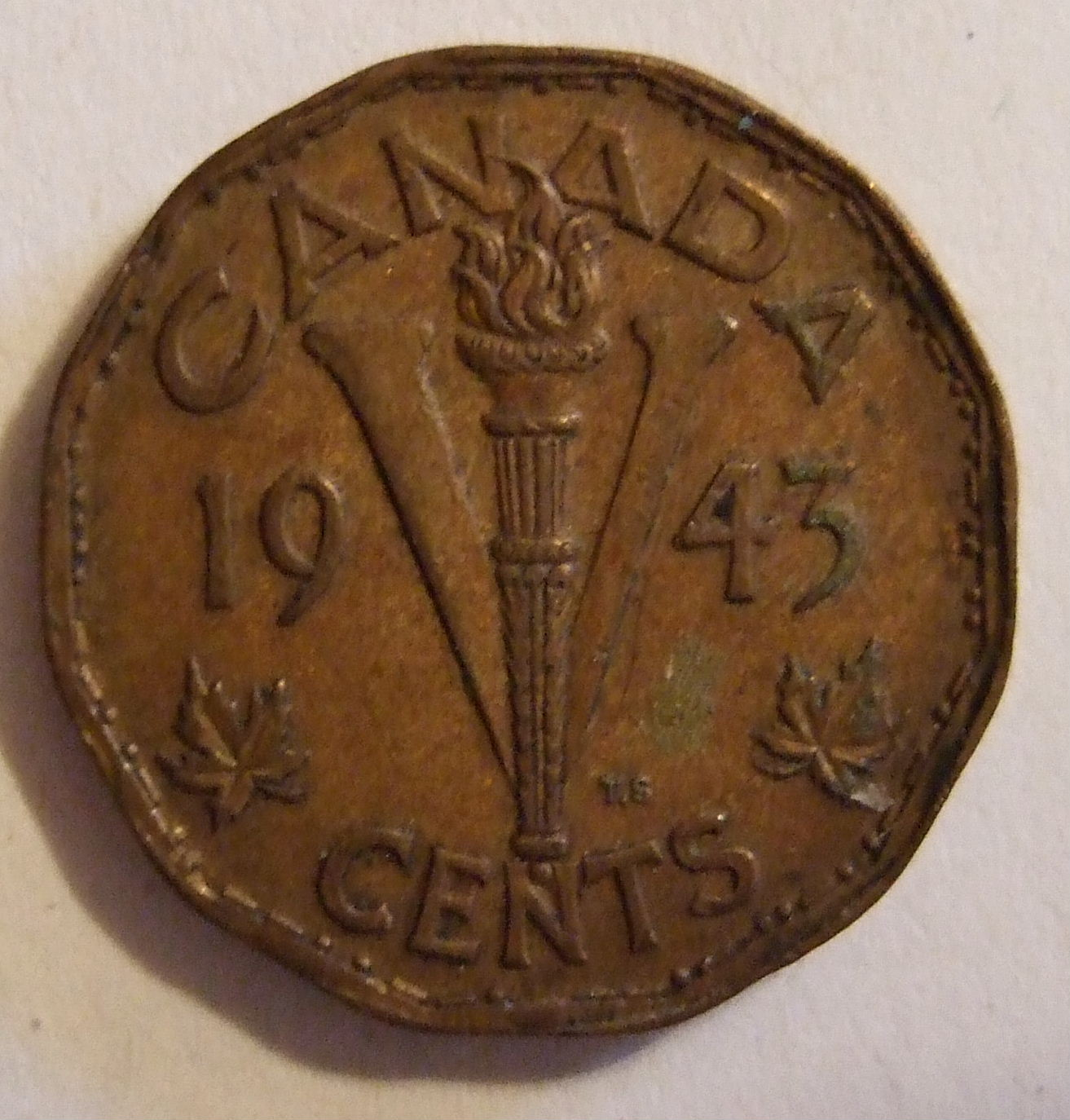
Moneda de 5 centaus del Canadà encunyada en tombac

El tombac és un llautó que conté majoritàriament coure, Cu i un màxim d'un 20% de zinc, Zn, de color daurat, generalment emprat en bijuteria.
Tombak és un terme que deriva de tembaga, una paraula de l'indonesi que significa coure. Tembaga entrà en ús concomitant amb la colonització holandesa d'Indonèsia.